# Carlo Magenta

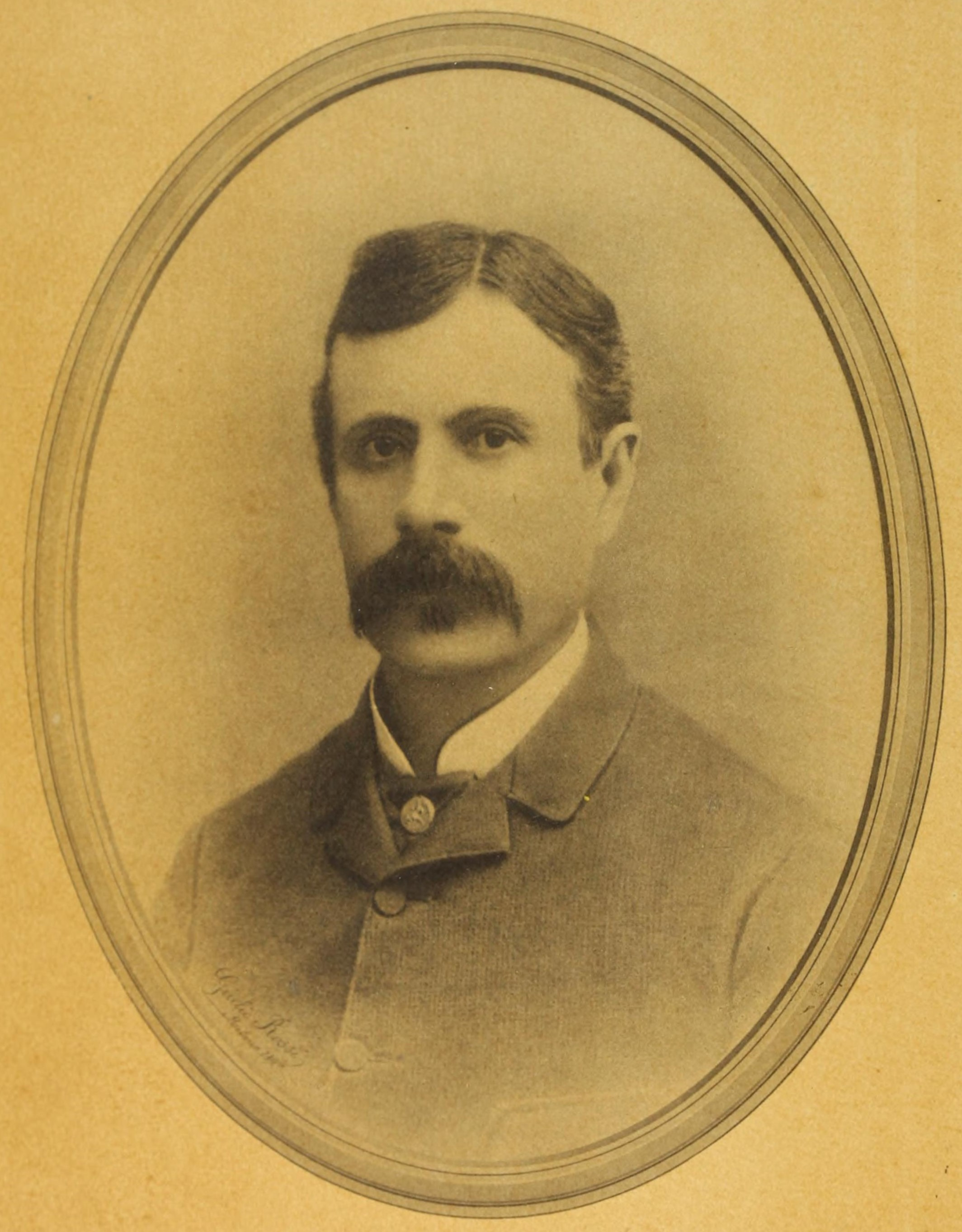
Carlo Magenta

Carlo Magenta (Pavia, 1837 – San Colombano al Lambro, 10 settembre 1893) è stato uno storico e giornalista italiano.

## Biografia
Nato a Pavia nel 1837, dopo la laurea si dedicò all'insegnamento, dapprima alla Scuola Tecnica di Vigevano, poi in licei in Sicilia e a Massa, infine nel 1869 al Liceo di Pavia, in cui fu professore di Storia. Passato successivamente all'Università di Pavia, fu dapprima docente di Storia Medievale e poi di Storia Moderna.
Scrisse diverse opere, in particolare sul Castello visconteo e sulla Certosa di Pavia.
A partire dal 1869 si dedicò alla politica, divenendo uno dei principali esponenti della Destra storica pavese, piuttosto minoritaria nella città di Benedetto Cairoli. Fondò dapprima l'Associazione Costituzionale e un giornale, il Costituzionale, teso a combattere la Sinistra storica del Cairoli. Scrisse anche su La Perseveranza del Bonghi, organo principale dei moderati. Nel 1875 fu eletto consigliere comunale di Pavia, sostenendo l'amministrazione moderata di Bernardo Arnaboldi Gazzaniga, e poco dopo consigliere provinciale. Fondò a Pavia due giornali moderati, il Corriere Ticinese e il Progresso, che si opponevano a La Provincia Pavese, di tendenze democratiche e radicali. Nel 1892 fu candidato moderato al parlamento per il collegio di Pavia, ma fu sconfitto dal radicale Roberto Rampoldi (anch'egli professore dello stesso Ateneo pavese). Morì l'anno successivo.

## Pubblicazioni principali
- L'industria dei marmi di Carrara, Massa e Serravezza, Milano, Amministrazione del Politecnico, 1865.
- L'industria dei marmi apuani, Firenze, Barbera, 1871.
- L'abate Giuseppe Zola: nota biografica, Pavia, F.lli Fusi, 1878.
- I Visconti e gli Sforza nel castello di Pavia e loro attinenze con la Certosa e la storia cittadina, Milano, Hoepli, 1883.
- Monsignore Luigi Tosi e Alessandro Manzoni: notizie e documenti inediti, Milano, Vallardi, 1875.
- L'insurrezione di Pavia nel 1796, Torino, Bocca, 1884.
- La Certosa di Pavia, Milano, F.lli Bocca, 1897.